# Pradère-les-Bourguets
Pradère-les-Bourguets (okzitanisch: Pradèra e Les Borguets) ist eine Ortschaft und eine Commune déléguée in der Gemeinde Lasserre-Pradère mit 540 Einwohnern (Stand: 1. Januar 2017) in Südfrankreich, in der Region Okzitanien und im Département Haute-Garonne. Sie gehörte zum Arrondissement Toulouse und zum Kanton Léguevin. Die Einwohner heißen Pradérois(es).
Zum 1. Januar 2018 wurde Pradère-les-Bourguets mit Lasserre zur Commune nouvelle Lasserre-Pradère zusammengeschlossen. Pradère-les-Bourguets ist seitdem Commune déléguée. Der Verwaltungssitz befindet sich im Ort Lasserre.

## Geografie
Pradère-les-Bourguets liegt etwa 23 Kilometer westnordwestlich von Toulouse. Der Fluss Save begrenzt die Ortschaft im Norden. Umgeben wird Pradère-les-Bourguets von den Nachbarortschaften Le Castéra im Norden, Lévignac im Nordosten, Lasserre im Osten, Mérenvielle im Süden und Südosten, Ségoufielle im Süden und Südwesten sowie Sainte-Livrade im Westen.
Durch die Commune déléguée führt die Route nationale 224.

## Bevölkerungsentwicklung
| Jahr                      | 1962 | 1968 | 1975 | 1982 | 1990 | 1999 | 2006 | 2013 |
| ------------------------- | ---- | ---- | ---- | ---- | ---- | ---- | ---- | ---- |
| Einwohner                 | 114  | 111  | 122  | 152  | 194  | 251  | 245  | 320  |
| Quelle: Cassini und INSEE |      |      |      |      |      |      |      |      |